# Melanoleuca polito-inaequalipes
Melanoleuca polito-inaequalipes är en svampart som beskrevs av Beguet ex Traverso & Zotti 2002. Melanoleuca polito-inaequalipes ingår i släktet Melanoleuca och familjen Tricholomataceae.   Inga underarter finns listade i Catalogue of Life.